# کال کباب
کال کباب یا کل کباب، یکی از غذاهای محلی در استان گیلان است.
مواد کال کباب را بادنجان کباب شده بر روی زغال یا کف فر، آب انار ترش با آب غوره یا دانه انار ترش، سبزی‌های نعنا و خلواش و چوچاق ریز شده تازه یا خشک، سیر، مغز گردوی سائیده شده و نمک و فلفل سیاه (سرده) تشکیل می‌دهد. در بعضی از دستورها به‌جای مغز گردو کره را با بادنجان مخلوط می‌کنند.
کال کباب معمولاً به عنوان چاشنی غذا و به همراه غذاهایی چون ماهی، مرغ، باقلاقاتوق، سیرابیج و غیره سرو می‌شود.